# Евгений Утин
Евгений Исакович Утин (на руски: Евгений Исаакович Утин) е руски юрист, писател и журналист. Участник в Руско-турската война (1877 – 1878). Военен кореспондент.

## Биография
Евгений Утин е роден през 1843 г. в Санкт Пертербург в семейството на потомствен дворянин. Учи в Юридическия факултет на Санктпетербургския университет. За участие в студентски вълнения е арестуван и лежи в затвора. След дипломирането си пътува във Франция и Италия, където изучава парламентарна и юридическа риторика.
Сътрудник и международен коментатор на вестникк „Вестник Европы“ от 1866 г. Работи като адвокат в Санкт Петербург от 1870 г. Участва като защитник и в известния Нечаевски процес. Отличава се с либерални възгледи. Пледира в защита на свободата на словото, мнението и търпимоста. Сътрудник и кореспондент на френския вестник „Republigue francais“.
Участва в Руско-турската война (1877-1878) като военен кореспондент на вестник „Вестник Европы“ в Действуващата Руска армия на Балканския полуостров. Отразява действия от началото на войната до края на третата атака на Плевен.
Кореспонденциите му се публикуват редовно от вестника. Отличава се на фронта сред „събратята си по перо“, като автор на най-задълбочените военни кореспонденции, притежаващи качествата на художествена публицистика. Издава ги в самостоятелна книга в Санкт Петербург под заглавие „Письма из Болгарии“ (1879). Застъпник на българската национална кауза.
Автор на обширно изследване за германския кайзер Вилхелм II и канцлера Ото фон Бисмарк.
Умира на 9 август 1894 г. в имението си във Волинска губерния (1894).